# Крутоярка (Еланецкий район)
Крутоярка (укр. Крутоярка) — село в Еланецком районе Николаевской области Украины.
Основано в 1870 году. Население по переписи 2001 года составляло 241 человек. Почтовый индекс — 55513. Телефонный код — 5159. Занимает площадь 0,67 км².

## Местный совет
55510, Николаевская обл., Еланецкий р-н, с. Ясногородка, ул. Спортивная, 17